# Otto Eberlein
Otto Eberlein (15 de Novembro de 1913 - 22 de Novembro de 1944) foi um comandante de U-Boot que serviu na Kriegsmarine durante a Segunda Guerra Mundial.